# 東京‐糸魚川ファストラン
東京 - 糸魚川ファストラン（とうきょう - いといがわファストラン）は、駿台自転車倶楽部（明治大学体育会自転車部OB会）が主催する、1971年に開始された日本で最も歴史の長いロングライドイベントである。

## 概要
1971年に明治大学自転車部メンバーにより開始され、駿台自転車倶楽部（明治大学体育会自転車部OB会）内に設けられた「東京→糸魚川ファストラン実行委員会」が運営するサイクリング大会である。今日のロングライドブームの火付け役を果たしたとの評がある。
東京湾の水を日本海に自転車で運んでみようというジョークめいた思いつきを本当に実行に移したある部員の行動がそもそもの始まりであったとされる。基本的に、参加には関係者や既存メンバーの紹介等が必要であり、エントリーが多い場合は抽選制となる。
スタート地点は、東京都・御茶ノ水の明治大学駿河台キャンパスであったが、2012年第41回大会からは山梨県山梨市の万力公園に変更し、経由地も従前の長野県安曇野市 - 北安曇郡白馬村経由から、長野市 - 新潟県妙高市経由に変更した。理由は、笹子峠付近で自動車の交通量が多いことと、北安曇郡小谷村以北のトンネル等が長く危険なため、共に参加者の安全を考えた結果である。
その後微調整を重ね、2022年現在では、毎年5月に「東京→糸魚川ファストラン・クラシック」、10月にチーム毎にリレー形式で走る耐久ライド「東京→糸魚川ファストラン・スポルト」を開催する2部制となっている。ゴール地点はいずれも糸魚川市の「ホテル国富アネックス」である。10月のスポルトは、明治大学駿河台キャンパスをスタート地点とする旧クラシックコースを走る。

## コース

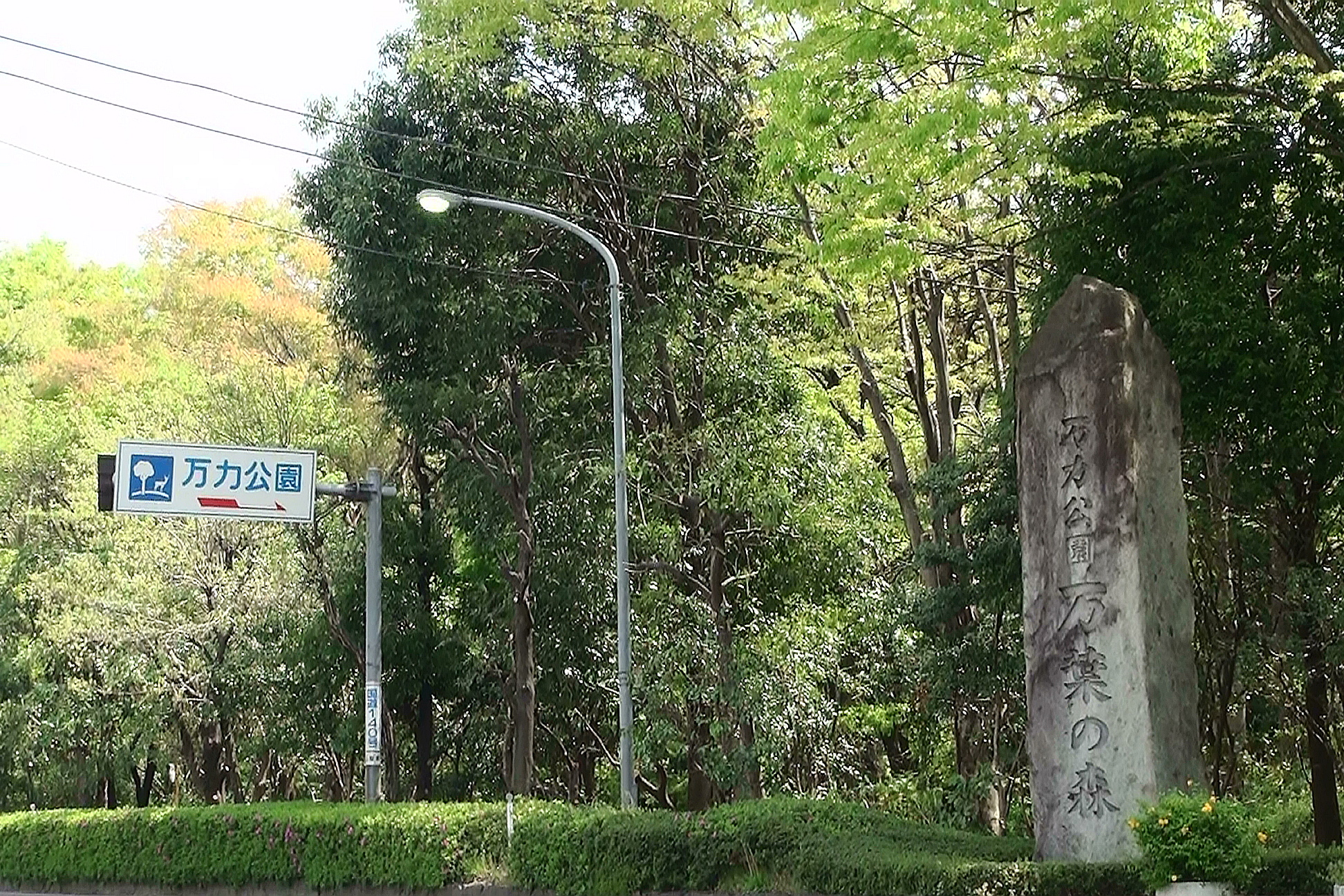
「万力公園」（クラシックのスタート地点）

### 『東京→糸魚川ファストラン・クラシック』

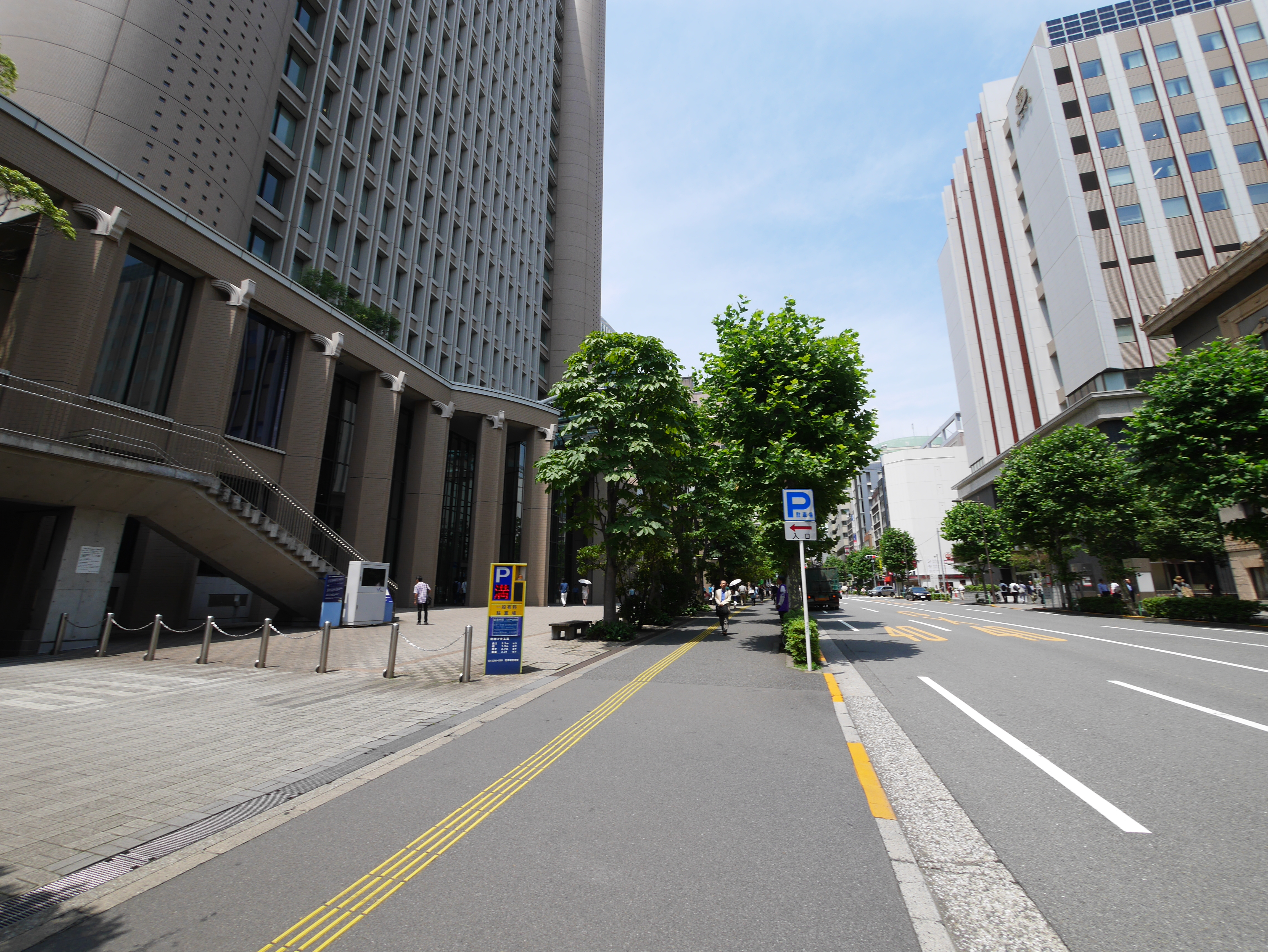
「明大通り」（スポルトのスタート地点）

毎年4月開催　個人で300キロメートル以上を制限時間内に走破することを目指すロードレース）
- 【現コース】
万力公園 - 山梨県韮崎市 - 富士見峠 - 塩尻峠 - 長野県長野市 - 妙高市 - 新潟県上越市 - 糸魚川市 - 糸魚川温泉ホテル国富アネックス（288.5キロメートル / 獲得標高3,194メートル）
  - 【※旧コース】 
高尾山口駅 - 大垂水峠 相模湖畔 - 笹子峠（57キロメートル） - 山梨県韮崎市（106キロメートル） - 富士見峠（133キロメートル） - 塩尻峠 - 小坂田公園（172キロメートル） - 長野県安曇野市 - 北安曇郡白馬村（248キロメートル） - 北安曇郡小谷村（270キロメートル） - 糸魚川温泉ホテル国富アネックス（292キロメートル）[3]

### 『東京→糸魚川ファストラン・スポルト』
毎年10月開催　チーム毎にリレー形式で走る耐久ロードレース
- 明治大学駿河台キャンパスのグローバルフロント（東京都千代田区）からスタートし、明大通りから靖国通りを経て、新宿から甲州街道へ入り、高尾を経由し糸魚川温泉を目指す、創設以来2011年まで続けられた旧「東京→糸魚川クラシック」のオリジナルコースを走る。全長約332km、チームタイムトライアルのロードレース。
※走者以外のメンバーは車で次の交代地点へ移動するスタイルをとり、交代ポイントの設定などチーム単位の戦略目標が順位に大きく影響する。大会本番前にはリバティタワー内で事前説明会が開催される。

## 歴史
2020年4月 - 《第49回大会》 新型コロナウィルスの影響により中止となった。延期ではないので、2021年は記念すべき第50回大会となる予定。

## 「東京 - 糸魚川ファストラン」をモデルにしたフィクション作品
- 竹内真「自転車少年記」（小説・テレビドラマ）
主人公は「八海ラリー」（「東京‐糸魚川ファストラン」をモデルにしたロードレース）を創設したサイクルレーサー。
当初、新潮社『新潮ケータイ文庫』で小説が発表され、24万アクセスを記録し話題となったことから、長編小説として単行本が出版され、2年後に新たな内容で文庫版が出版され、更に関ジャニ∞主演によりテレビドラマ化された。

## 過去の参加メンバー
- 駿台自転車倶楽部チーム
- JAPAN RANDONNEURS 8
- 下野康史
- 米津一成
- 谷口けい
- 高松美代子
- 平良エレア
- 守澤太志
- 今泉瑞希
- 篠（テイヨウフウ）
- TokyoTom

## ギャラリー

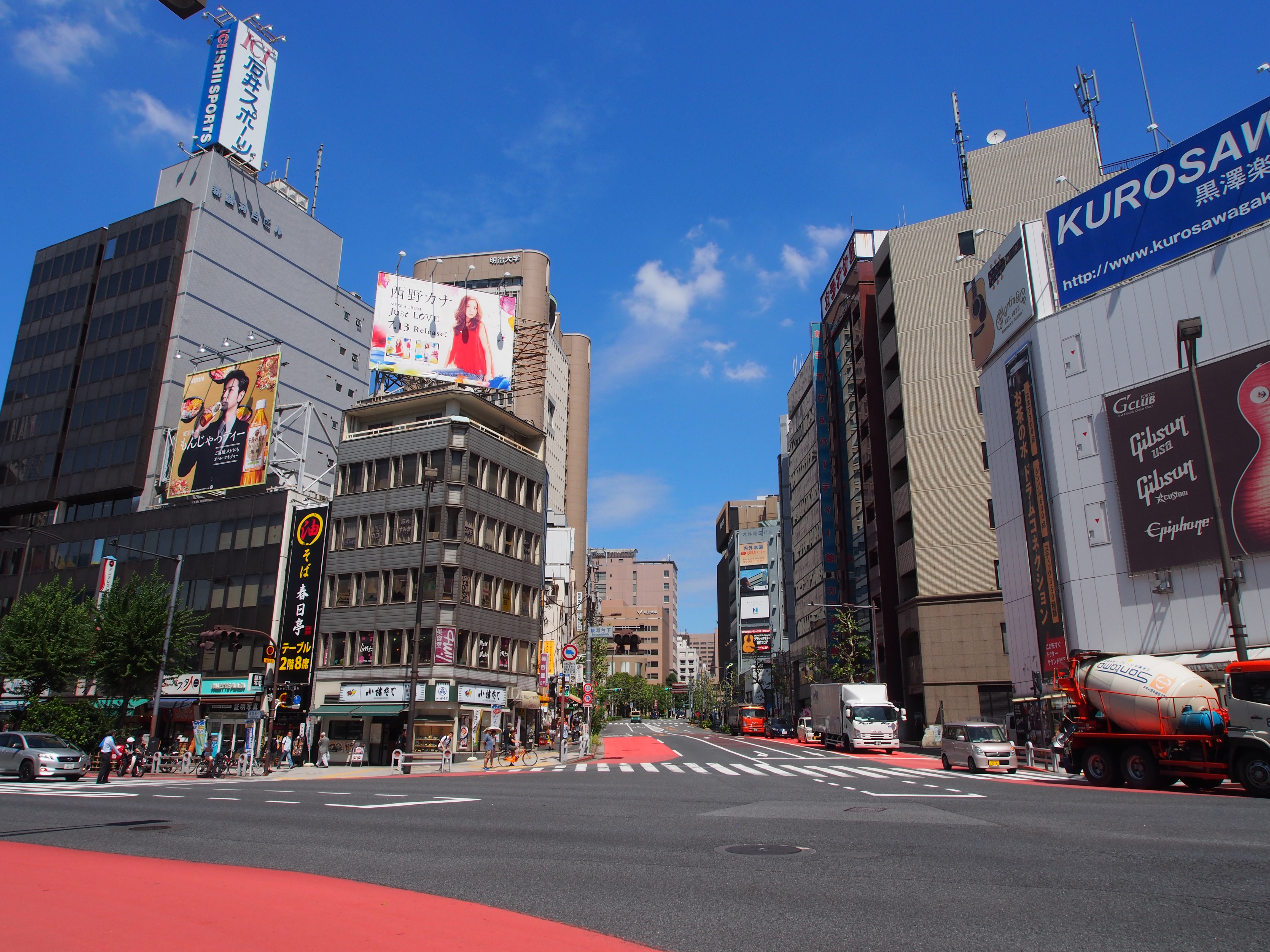
駿河台下交差点
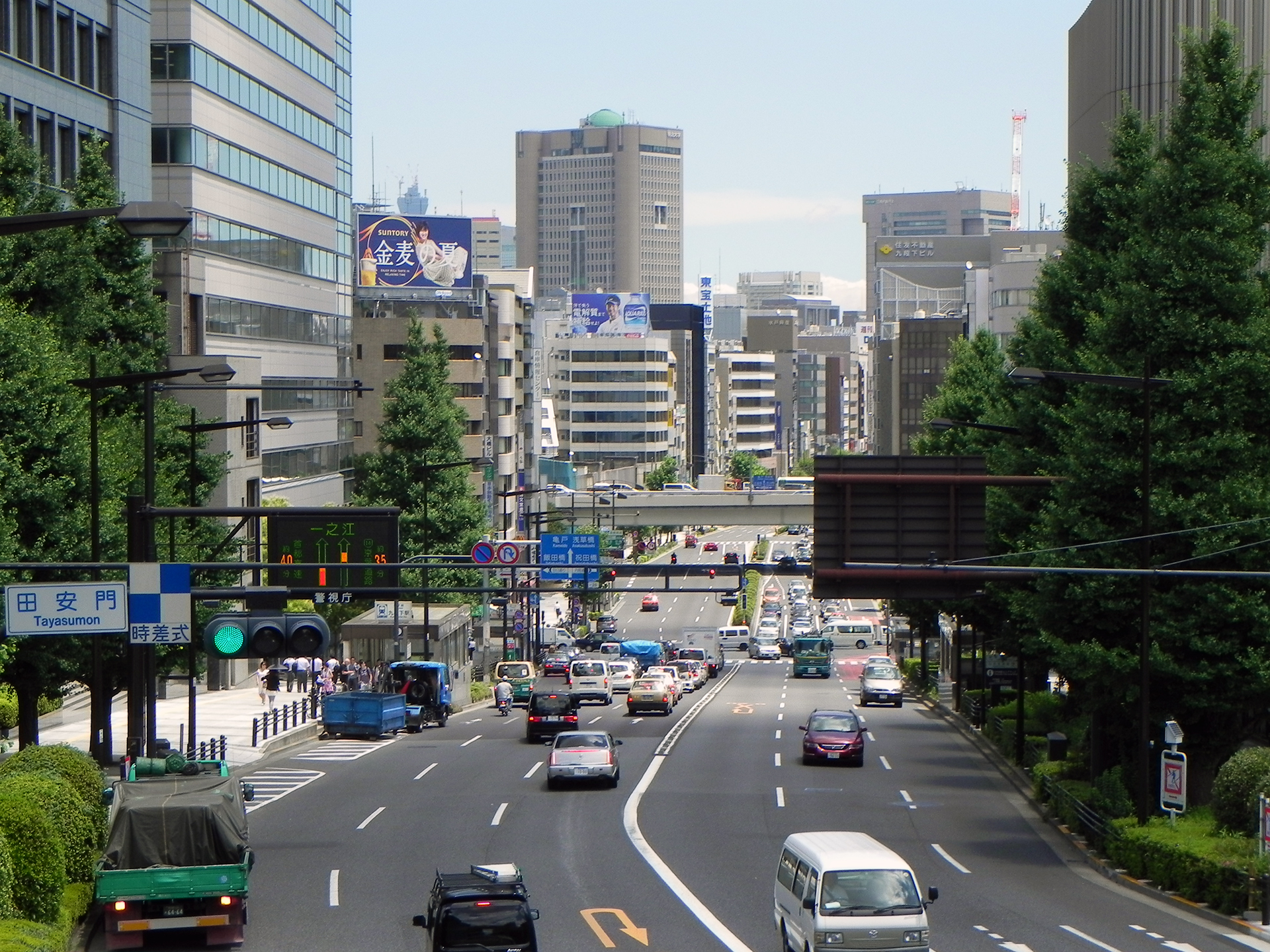
靖国通り（九段）
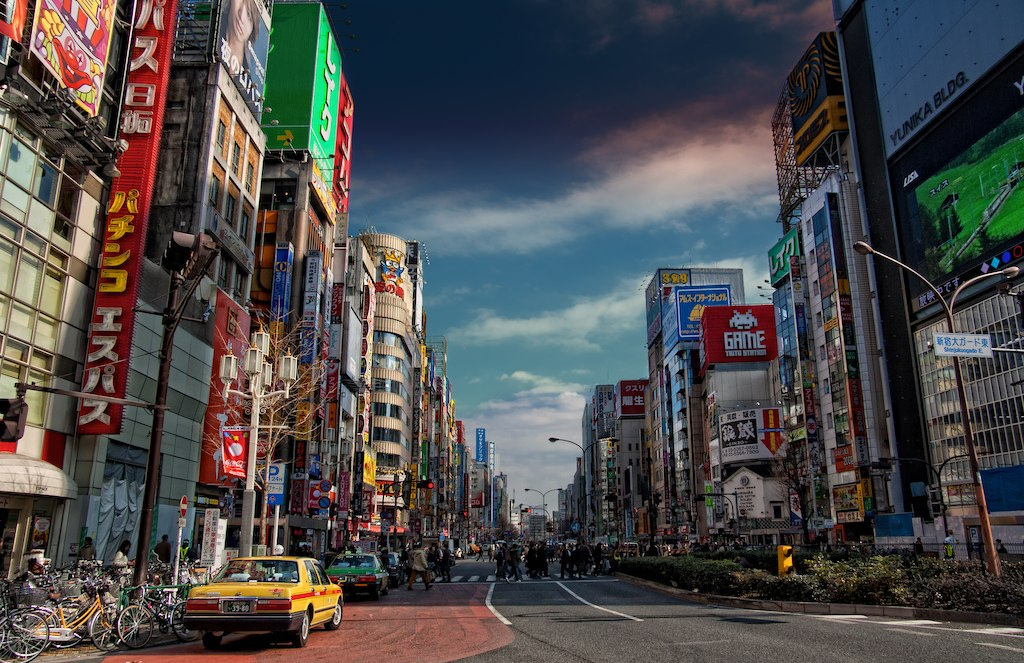
靖国通り（新宿区）
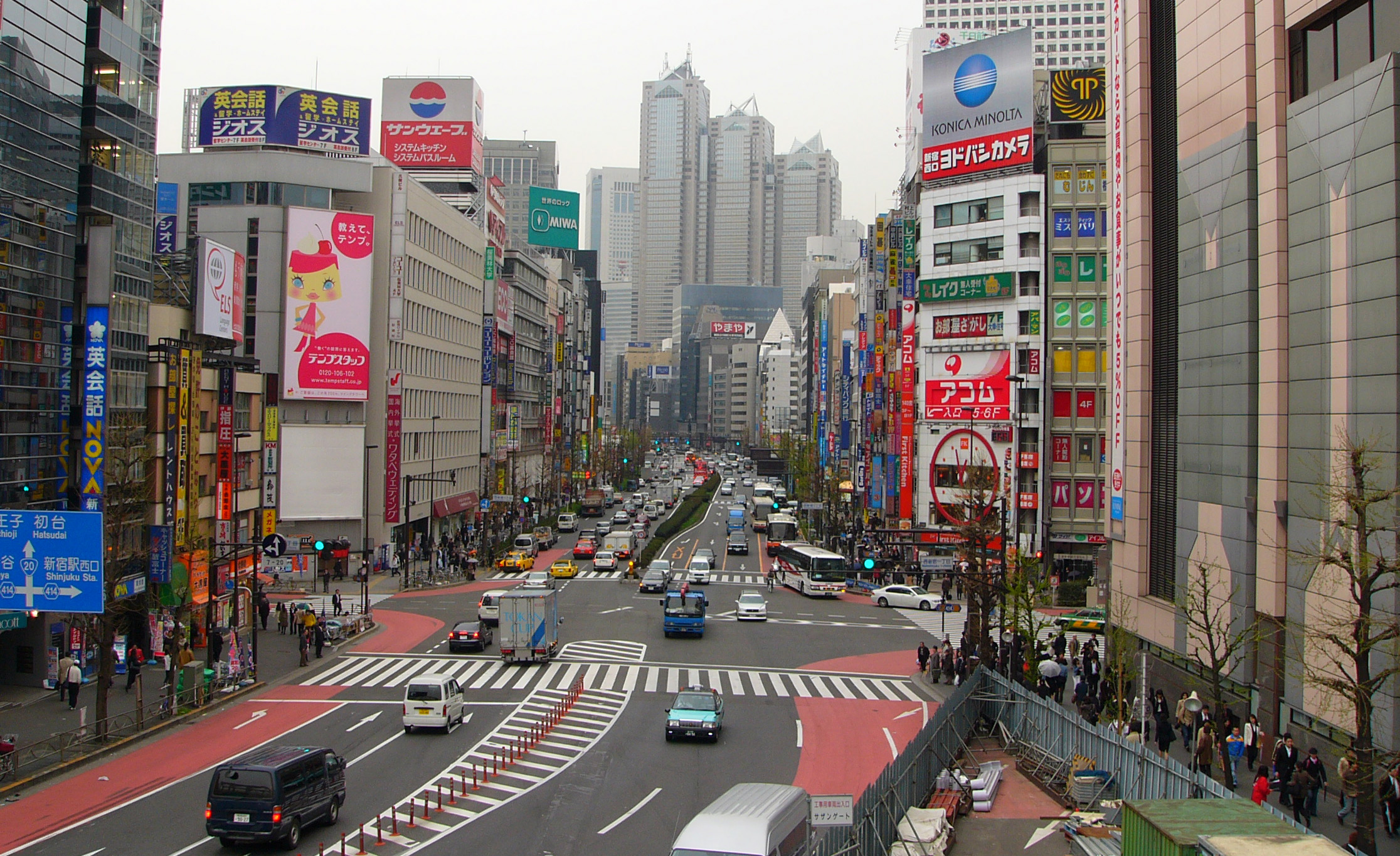
甲州街道（新宿区）
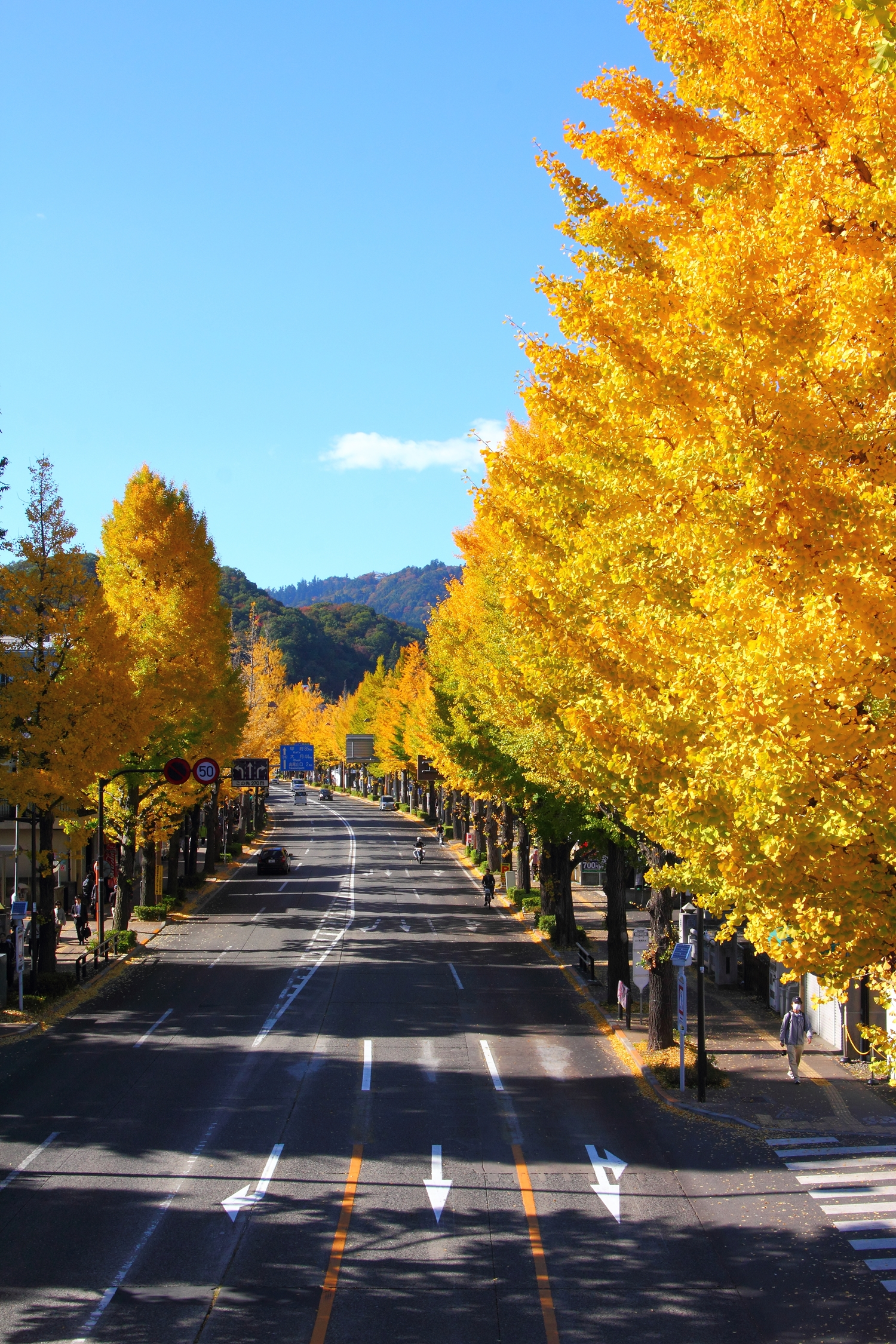
甲州街道（八王子市）
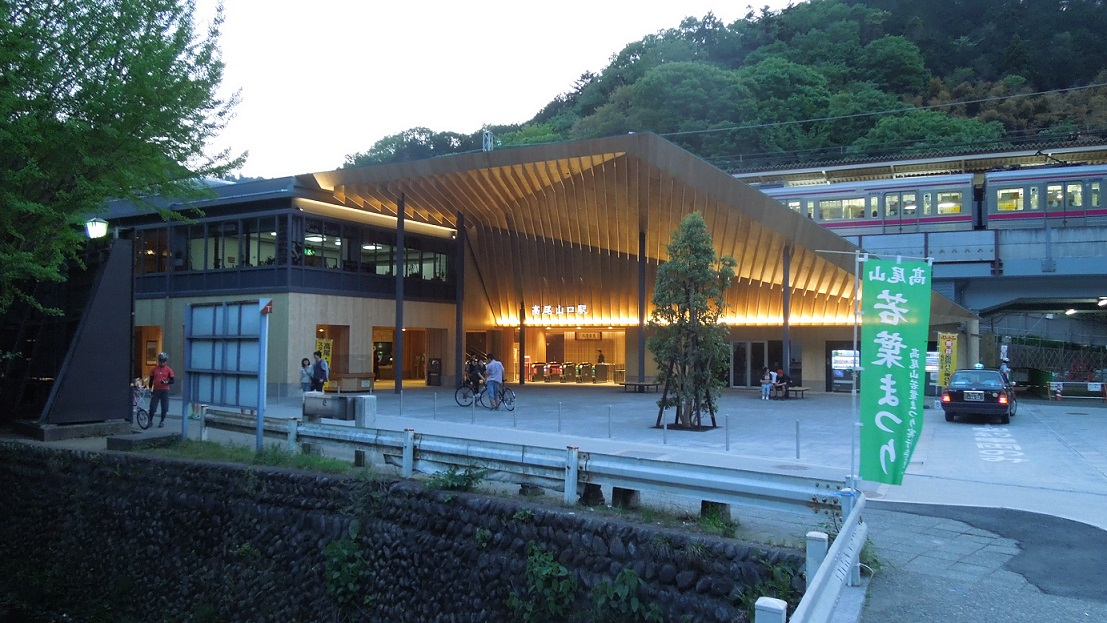
高尾山口駅
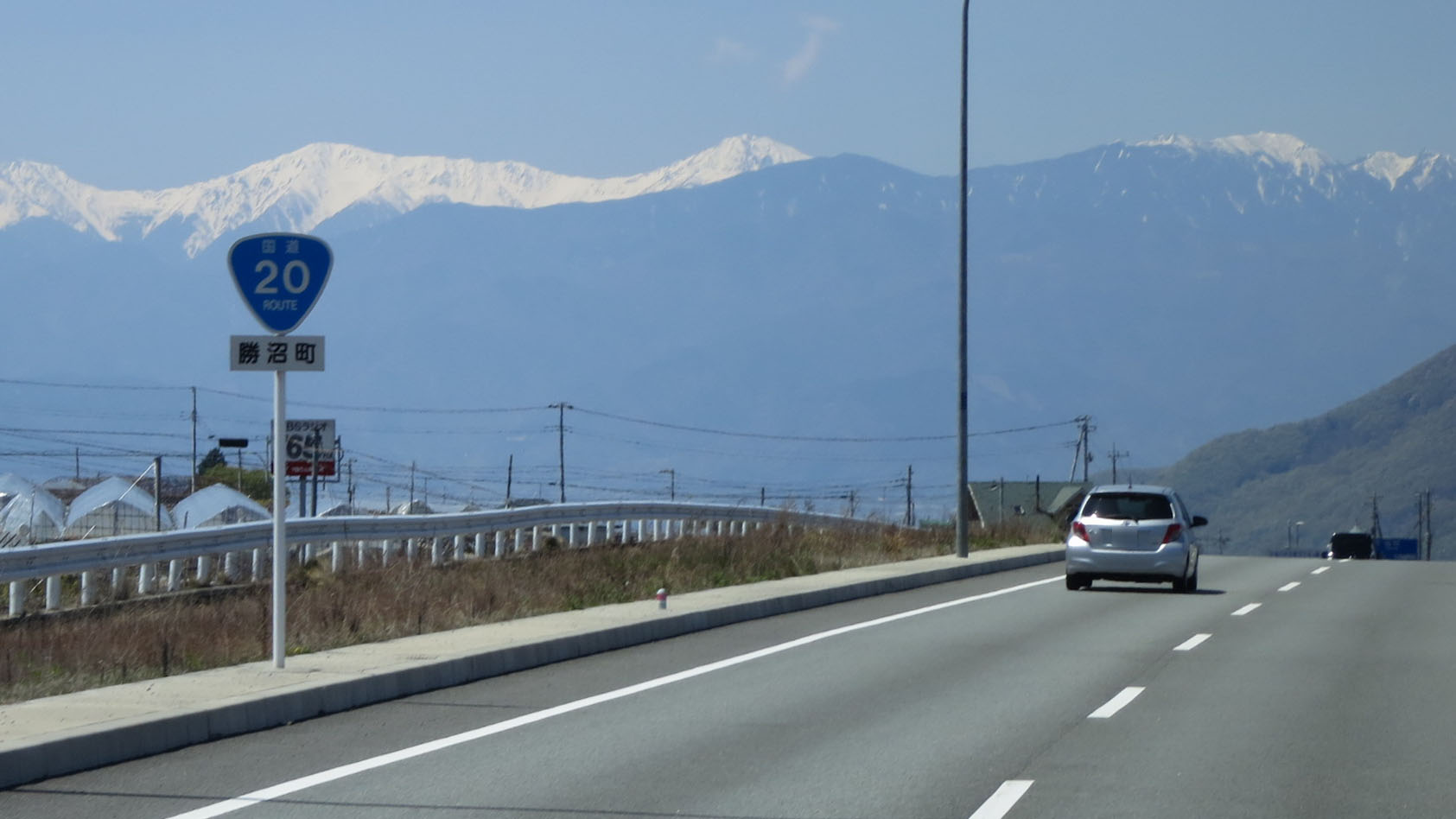
国道20号（山梨県）
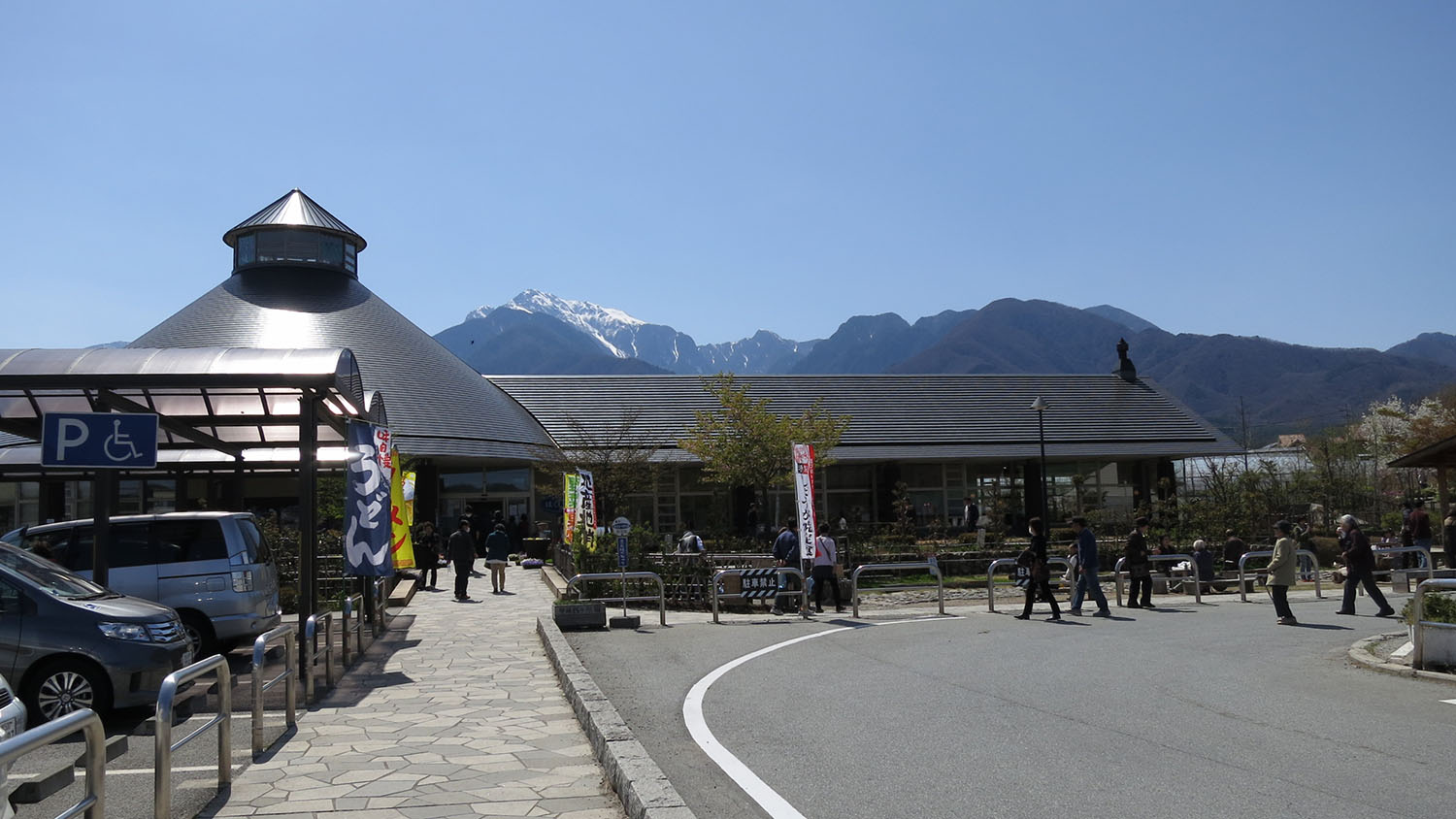
道の駅はくしゅう
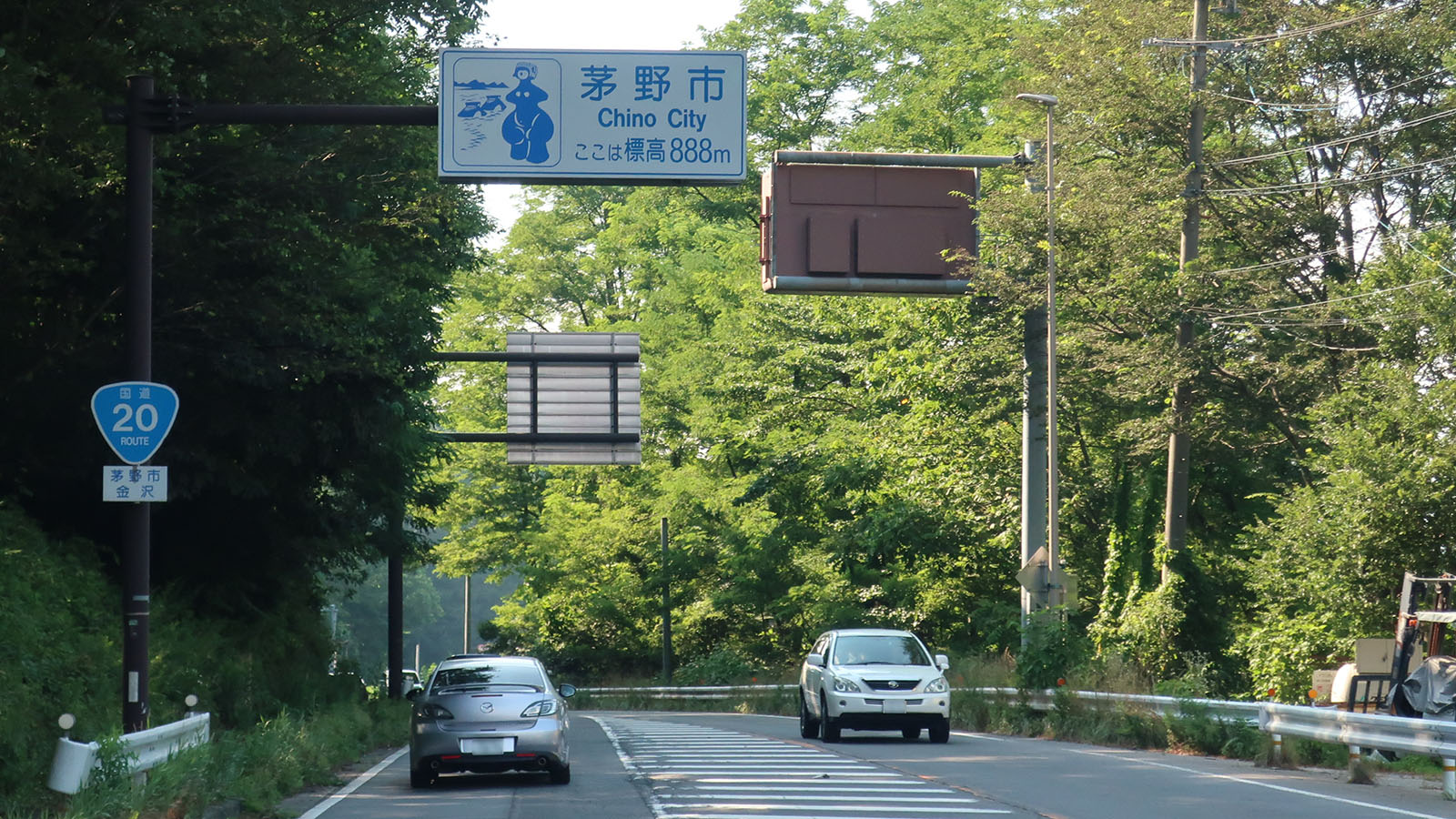
茅野市金沢青柳
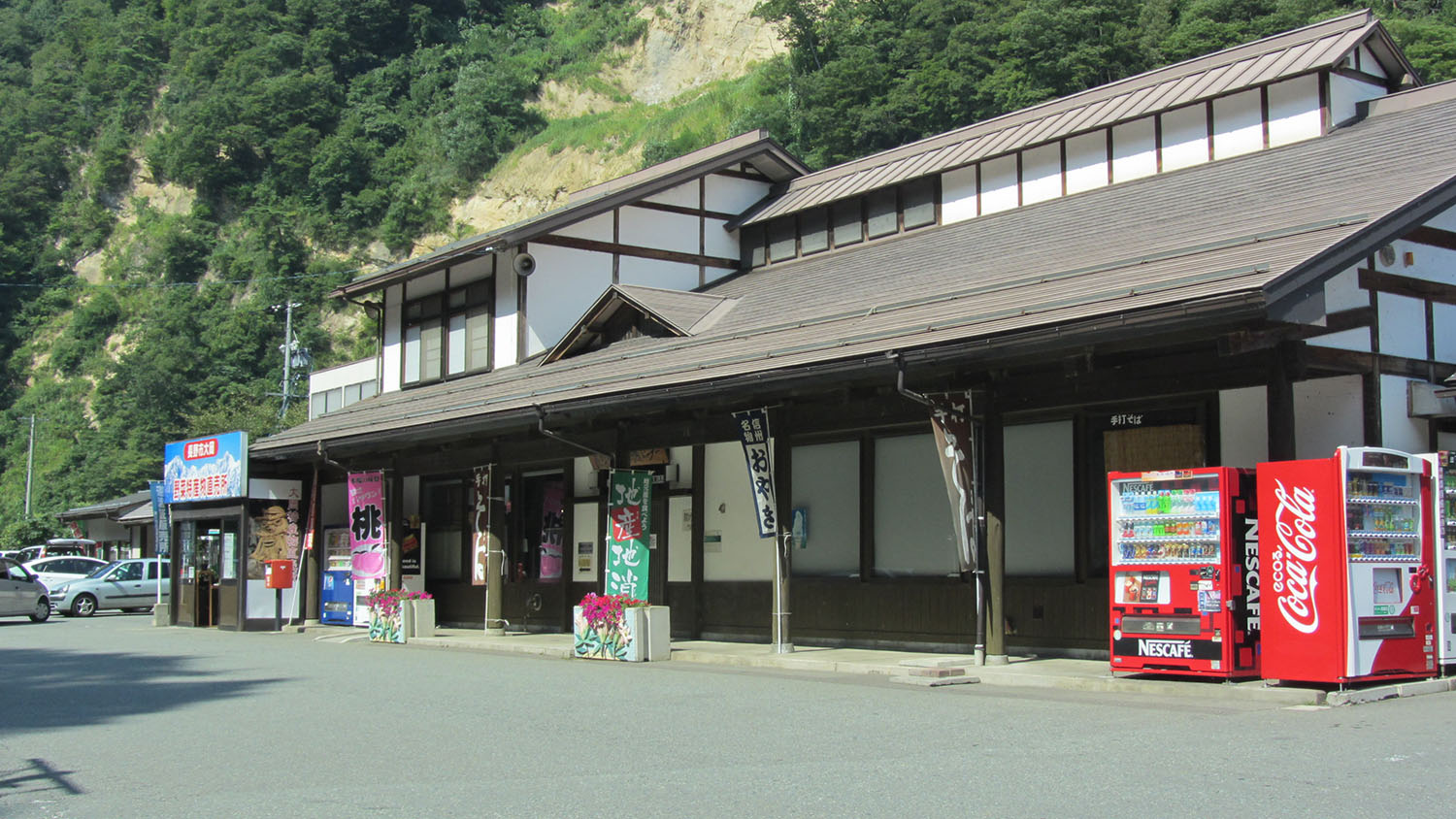
道の駅長野市大岡特産センター
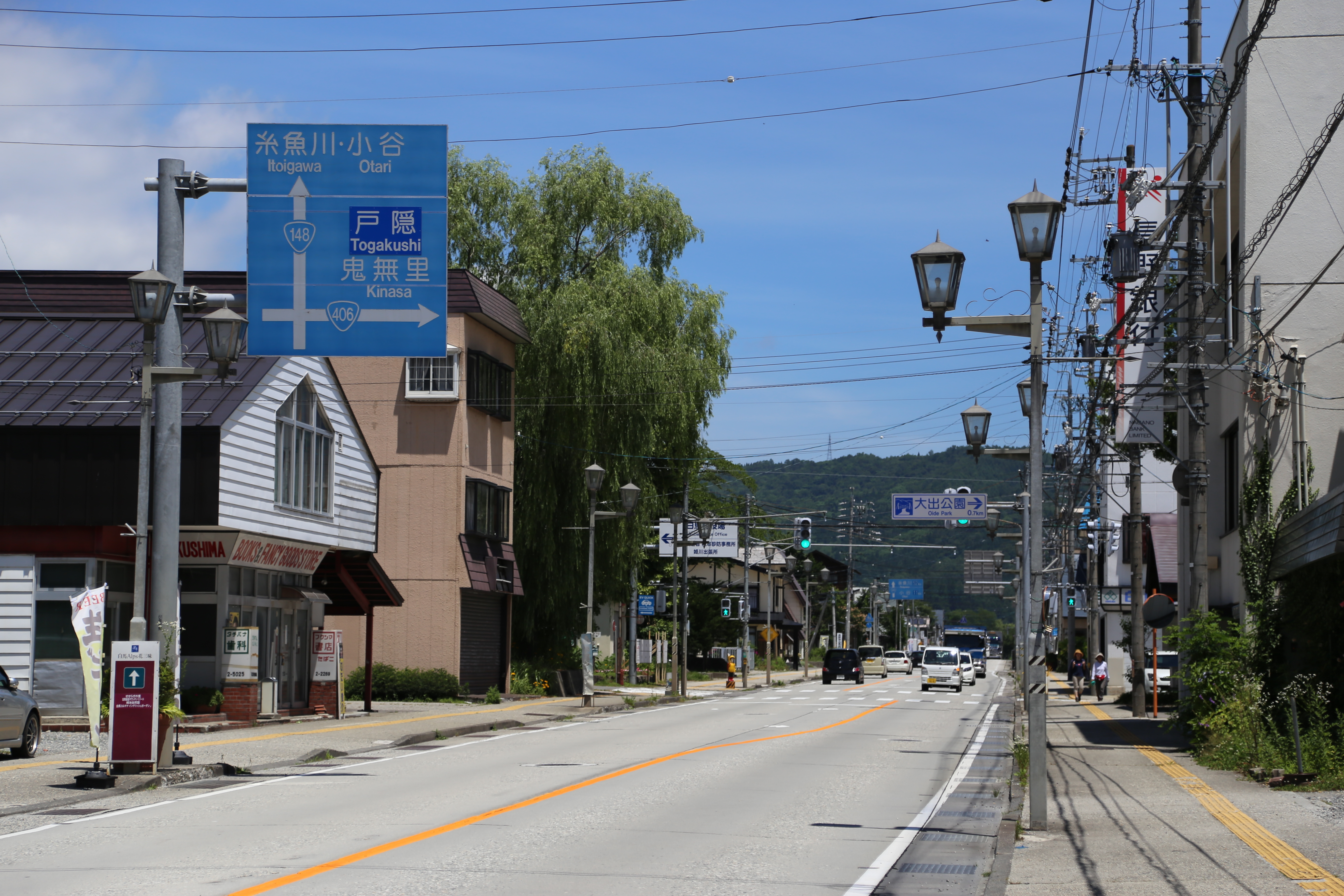
北安曇郡白馬村
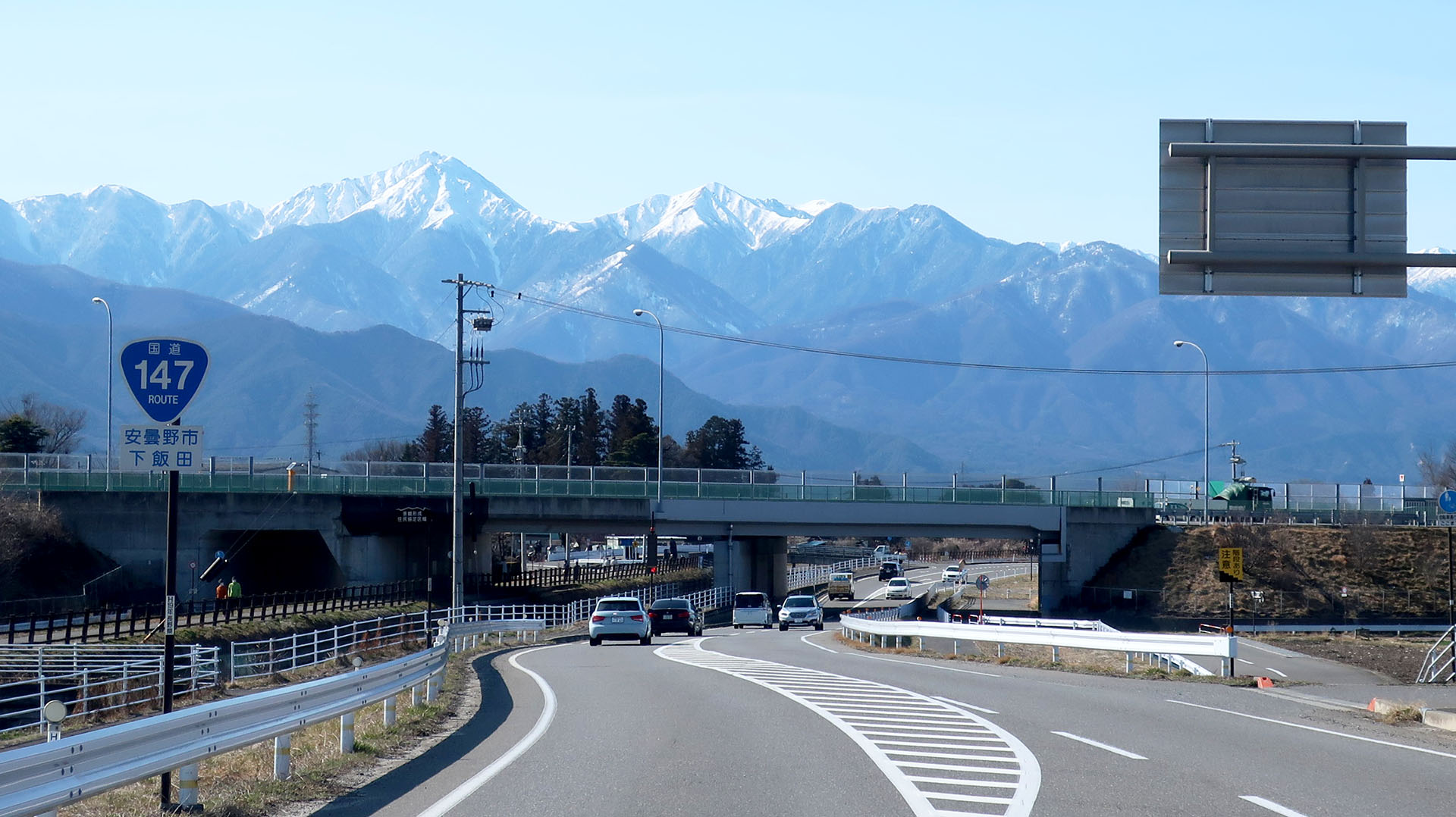
安曇野市
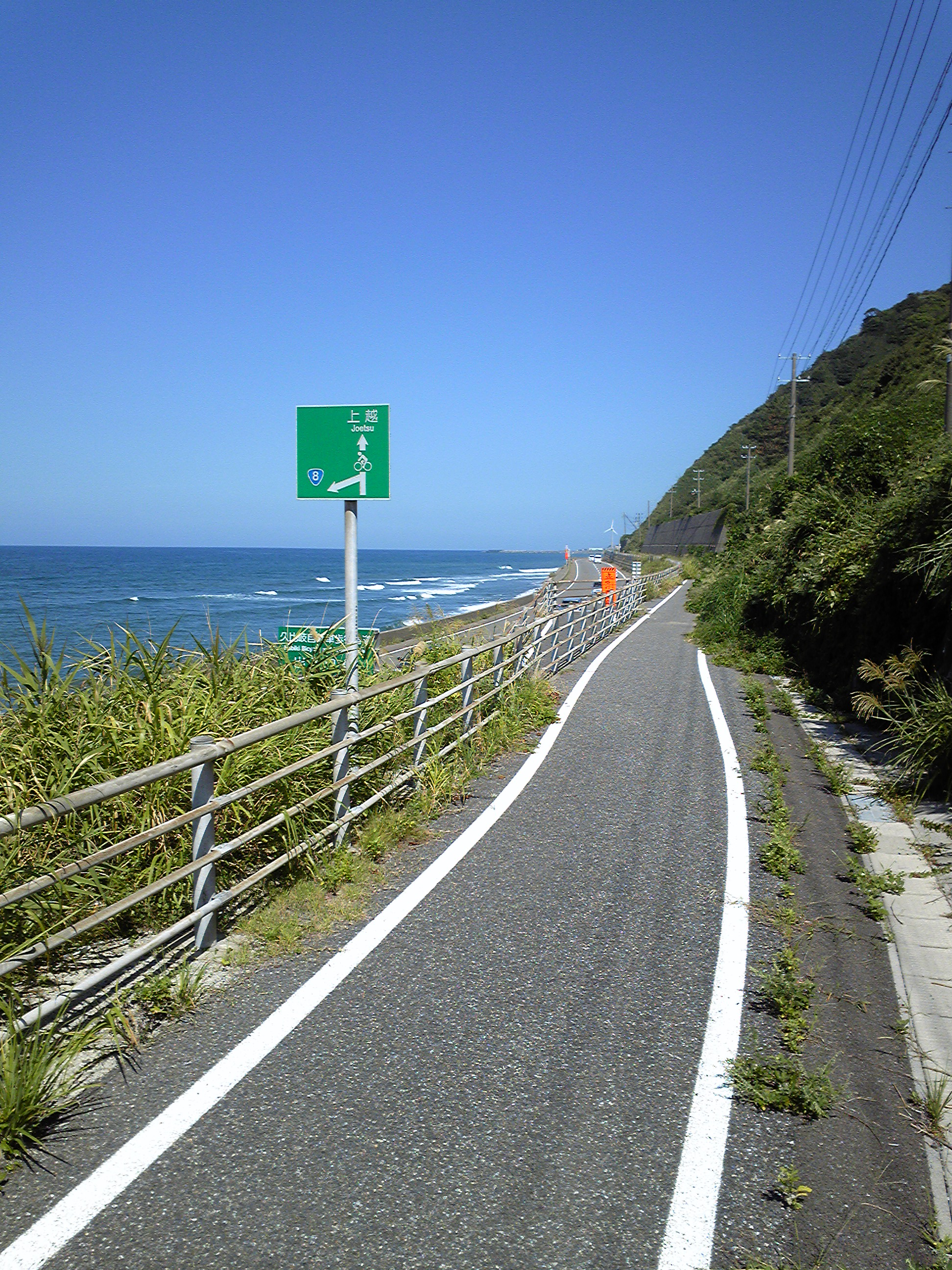
新潟県道542号上越糸魚川自転車道線